# Bulworth (ścieżka dźwiękowa)
Bulworth – ścieżka dźwiękowa pochodząca z filmu Senator Bulworth. Kompozycja została zatwierdzona jako platyna, za sprzedaż 1 miliona egzemplarzy.

## Lista utworów
1. Dr. Dre & LL Cool J: „Zoom”
  - Producent - Dr. Dre
2. Pras Michel: „Ghetto Supastar (That Is What You Are)”
  - Producent - Pras, Wyclef Jean
  - Rap wokal - Ol’ Dirty Bastard
  - Wokal - Mýa
3. Youssou N’Dour & Canibus: „How Come”
  - Producent - Wyclef Jean
4. Method Man, KRS-One, Prodigy & Kam: „Bulworth (They Talk About It While We Live It)”
  - Producent - DJ Muggs
5. Witchdoctor: „Holiday/12 Scanner”
  - Producent - Emperor Searcy, Rob
6. RZA: „The Chase”
  - Producent - RZA
7. Eve: „Eve Of Destruction”
  - Producent - Mel-Man
8. Mack 10 & Ice Cube: „Maniac In The Brainiac”
  - Producent - Ice Cube
9. Nutta Butta: „Freak Out”
  - Producent - Todd Eric Gaither
10. The Black Eyed Peas: „Joints & Jam” (listed as „Joints & Jams”)
  - Producent - Paul Poli
11. Cappadonna: „Run”
  - Producent - RZA
12. B Real, Sick Jacken: „Lunatics In The Grass”
  - Producent - The Psycho Realm
13. Public Enemy: „Kill Em Live”
  - Producent - Gary G-Wiz
14. D-Fyne: „Bitches Are Hustlers Too”
  - Producent - Eddie B

## Notowania
| Notowania (1998)                      | Najwyższa pozycja |
| ------------------------------------- | ----------------- |
| U.S. Billboard 200                    | 10                |
| U.S. Billboard Top R&B/Hip-Hop Albums | 4                 |